# Arāz Taqān
Arāz Taqān (persiska: آراز تَقان, Ārāz Taqān, اراز تقان) är en ort i Iran.   Den ligger i provinsen Golestan, i den norra delen av landet, 400 km öster om huvudstaden Teheran. Arāz Taqān ligger 103 meter över havet och antalet invånare är 484.
Terrängen runt Arāz Taqān är platt åt nordväst, men åt sydost är den kuperad.Runt Arāz Taqān är det ganska tätbefolkat, med 60 invånare per kvadratkilometer. Närmaste större samhälle är Āzādshahr, 3,4 km söder om Arāz Taqān. Trakten runt Arāz Taqān består till största delen av jordbruksmark.